# Orchestra Filarmonică din Belgrad
Orchestra Filarmonică din Belgrad (sârbă: Београдска филхармонија / Beogradska filharmonija) este o orchestră din Serbia, în mod regulat considerată ca fiind una dintre cele mai bune din țară. 

## Istoria
Spre deosebire de majoritatea țărilor și orașelor europene, o orchestră a apărut destul de târziu în Serbia și Belgrad. Orchestra Filarmonică din Belgrad a fost înființată în 1923. Fondatorul său, primul director și dirijor a fost Stevan Hristić, unul dintre cei mai importanți compozitori și dirijori sârbi. Concertul inaugural al Orchestrei Filarmonice din Belgrad a avut loc pe 28 aprilie 1923, sub bagheta maestrului Hristić. 
Cu o creștere constantă în popularitate a muzicii bune în Serbia, orchestra și programul său s-au extins de-a lungul anilor crescând până la un nivel excepțional de performanță muzicală, atingând apogeul în anii 1960. Filarmonica din Belgrad a fost clasată pe locul al cincilea între cele mai bune orchestre europene de către experți internaționali, în acel moment fiind condusă de Živojin Zdravković.
Decăderea orchestrei a avut loc în 1990. Din cauza războaielor civile din Iugoslavia Filarmonicii din Belgrad i s-a interzis pentru un timp să cânte la nivel internațional. Drept urmare, mulți muzicieni, au părăsit orchestra, și fără finanțare, orchestra a cântat rar. Cu toate acestea, o dată cu schimbarea situației politice din Serbia și cu primirea Serbiei înapoi în rândul comunității internaționale și orchestra a început să fie bine primită peste hotare.
După anul 2000 orchestra a fost complet revitalizată. Primul turneu a inclus Slovenia, Austria, Italia și Suedia. Muzicieni tineri, educați în afara Serbiei în centre specializate pentru muzicieni au fost angajați la Filarmonica din Belgrad creându-se astfel o nouă imagine a acesteia, având o medie de vârstă de doar 28 de ani. 
În 2004, sala de spectacole de la Belgrad a fost complet reconstruită și modernizată pentru a facilita noile nevoi ale orchestrei. Sala dispune de un total de 201 locuri. Cele mai multe dintre concerte, prin tradiție, au loc în Sala Fundației Ilija M. Kolarac, în timp ce sala centrală este folosită pentru evenimente speciale. Fundația Filarmonicii din Belgrad a fost înființată în 2004 pentru a îmbunătăți situația financiară în cadrul orchestrei prin sponsorizări. Fundația a avut succes și toată orchestra și-a reînnoit instrumentele în 2005.

## Prezent
În prezent, Orchestra Filarmonică din Belgrad susține mai multe concerte. Sezonul său începe, de obicei, în octombrie și se termină în iunie anul următor. Concertul său de Anul Nou este foarte popular și se desfășoară în sala de spectacole a Sava Centar din Belgrad. Pentru concertul de Anul Nou, orchestra este, de obicei, dirijată de un invitat special.
Sala Filarmonicii din Belgrad este situată în centrul orașului Belgrad și este modern echipată. Prin urmare, acesta este locul unde se desfășoară multe din concertele orchestrei. În afară de repetițiile obișnuite ale orchestrei, sala se pretează pentru soliști, spectacole de cameră, precum și pentru promovări, prezentări, jubilee și expoziții. Sala are o acustică excepțională. Interiorul atrăgător al sălii Filarmonicii de la Belgrad atrage numeroase companii de renume pentru a-și promova produsele, prezenta serviciile, precum și pentru a-și ține jubileele. Printre acestea se numără Camera Economică Americană și companii precum Roche, Pharma Swiss, Common Sense, "Atika Media" și multe altele. Sala Filarmonicii din Belgrad a fost locul unde s-au realizat mai multe reclame și videoclipuri.

## Dirijori
Orchestra a fost condusă de dirijori eminenți: Lovro Matačić, Oskar Danon, Mihajlo Vukdragović, Krešimir Baranović, Živojin Zdravković, Angel Šurev, Anton Kolar, Horst Ferster, Jovan Šajnović, Vassily Sinaisky, Emil Tabakov, Uroš Lajovic, Dorian Wilson și din septembrie 2010 până în iunie 2015 de Muhai Tang.

## Artiști invitați
Un număr mare de dirijori și soliști au cântat alături de orchestra, inclusiv: Rafael Kubelík, Malcolm Sargent, sir Colin Davis, André Navarra, Karl Boehm, Leopold Stokowski, Kirill Kondrashin, Genady Rozhdestvensky, Lorin Maazel, Aaron Copland, Zubin Mehta, Yehudi Menuhin, David Oistrah, Isaac Stern, Henrik Schering, Leonid Kogan, Mstislav Rostropovich, Julian Lloyd Webber, Arthur Rubinstein, Sviatoslav Richter, Emil Gilels, Bruno Brun, Milenko Stefanović, Ernest Ačkun, Ante Grgin, Božidar Milošević, Radmila Bakočević, Biserka Cvejić, Miroslav Čangalović, Dušan Trbojević, Rudolf Kempf, Gidon Kremer, Ivo Pogorelić, Tatjana Olujić, Gustav Kuhn, Ivan Fischer, Vladimir Krainev, Maksim Vengerov, Julian Rachlin, Valery Afanassiev, Dorian Wilson, Nigel Kennedy, Sarah Chang, Muhai Tang.